# Songs of Faith and Devotion
Songs of Faith and Devotion és el desè disc (el vuitè de material nou) del grup britànic de pop electrònic Depeche Mode. Fou publicat al mes de març de 1993 pel segell Mute Records. Va arribar al capdamunt de les llistes britànica i estatunidenca. El grup va promoure del disc en una gira mundial de catorze mesos anomenada Devotional Tour.

## Informació
Enregistrat a Madrid, Hamburg i Londres durant vuit mesos, Songs of Faith and Devotion fou, novament, un disc obscur, al nivell de Black Celebration, que posà a prova l'estabilitat del grup durant el seu llarg i difícil període de preparació a causa de les contínues discussions entre els quatre membres. De fet, en resultà greument afectada, ja que es tracta del darrer disc de Depeche Mode amb Alan Wilder com a membre.
Continuant amb la tradició d'experimentar amb noves sonoritats per fer que cada disc fos prou diferent del seu predecessor, Depeche Mode i Flood (que repetia com a co-productor) escolliren de donar a la guitarra un protagonisme encara més gran que en l'àlbum anterior, Violator, sovint processant i distorsionant el seu so; a més, cal destacar també la utilització de bateries acústiques (tocades per Alan Wilder) en moltes de les cançons. Com a complement, el grup va emprar per primera vegada músics addicionals, com Steafan Hannigan (gaita), una orquestra de corda i cors femenins.
Si Violator havia constituït un retorn a les arrels més electròniques del grup, en aquest disc, per insistència de David Gahan, Martin Gore repassava els seus models més propers al rock i al blues (com en el cas del primer senzill, «I Feel You», o «In Your Room»), sense perdre de vista d'altres gèneres com el gospel («Condemnation», «Get Right With Me»); tots aquests elements foren combinats amb instrumentacions electròniques que enllaçaven Songs of Faith and Devotion amb els àlbums precedents de la discografia dels Depeche Mode.
Les lletres (com el nom mateix de l'àlbum ja indica) parlen sovint de temes religiosos. Cal recordar que la religió és una temàtica recurrent en les cançons compostes per Martin Gore, ja des del llunyà «Blasphemous Rumours», fins al més recent «Personal Jesus». Segons comentà el mateix Martin: «Per al disc volíem un títol religiós però també amb una ambigüitat suggeridora; Songs of Faith and Devotion pot sonar molt devot, però alhora pots preguntar-te: Fe en què? Devoció a què?».
La portada del disc també mereix comentaris, dissenyada novament per Anton Corbijn, és l'única (fins a la data, i exceptuant les recopilacions) en què els membres del grup hi apareixen fotografiats.
Durant el Devotional Tour, Mute Records edità un CD amb els mateixos temes que Songs of Faith and Devotion però reproduïts en directe i sota el títol Songs of Faith and Devotion Live.
Com tots els altres àlbums, Songs of Faith and Devotion fou remasteritzat l'any 2006, amb les cares B dels senzills, material extra, noves versions, remescles i un documental que mostrava les evolucions del grup durant aquest període. Inclòs en un DVD extra, el documental tenia una duració de 36 minuts i es titulava Songs of Faith and Devotion called Depeche Mode 91-94 (We Were Going To Live Together, Record Together And It Was Going To Be Wonderful), cita d'Alan Wilder sobre el potencial que tenia la banda treballant a l'estudi de Madrid, on van enregistrar l'edició original de l'àlbum. També van llançar una edició «deluxe» en vinil el març de 2007.

## Llista de cançons

### CD Stumm 46106
Totes les cançons foren escrites i compostes per Martin Gore. 
| Núm.          | Títol                 | Durada |
| ------------- | --------------------- | ------ |
| 1.            | «I Feel You»          | 4:35   |
| 2.            | «Walking In My Shoes» | 5:35   |
| 3.            | «Condemnation»        | 3:20   |
| 4.            | «Mercy In You»        | 4:18   |
| 5.            | «Judas»               | 5:14   |
| 6.            | «In Your Room»        | 6:27   |
| 7.            | «Get Right With Me»   | 3:53   |
| 8.            | «Rush»                | 4:38   |
| 9.            | «One Caress»          | 3:33   |
| 10.           | «Higher Love»         | 5:57   |
| Durada total: | Durada total:         | 47:26  |

### Cançons extres reedició 2006
El disc 1 és híbrid SACD/CD, mentre el disc 2 és un DVD que inclou «Songs of Faith and Devotion» en els formats DTS 5.1, Dolby Digital 5.1 i PCM Stereo, amb material extra.
| Núm. | Títol                                     | Durada |
| ---- | ----------------------------------------- | ------ |
| 11.  | «My Joy»                                  | 3:57   |
| 12.  | «Condemnation (Paris Mix)»                | 3:21   |
| 13.  | «Death's Door (Jazz Mix)»                 | 6:38   |
| 14.  | «In Your Room (Zephyr Mix)»               | 4:50   |
| 15.  | «I Feel You (Life's Too Short Mix)»       | 8:35   |
| 16.  | «Walking In My Shoes (Grungy Gonads Mix)» | 6:24   |
| 17.  | «My Joy (Slowslide Mix)»                  | 5:11   |
| 18.  | «In Your Room (Apex Mix)»                 | 6:43   |

| 1. | «Depeche Mode 91-94 (We Were Going To Live Together, Record Together And It Was Going To Be Wonderful)» (vídeo) | 36:00 |

## Dades
- Depeche Mode: David Gahan, Martin Gore, Andrew Fletcher, Alan Wilder.
- Temes escrits per Martin Gore.
- Temes cantats per David Gahan, excepte «Judas» i «One caress», cantats per Martin Gore.
- Enregistrat a Madrid i a Hamburg (Château du Pape). Mesclat als estudis Olympic Studios (Londres).
- Enginyers de so: Steve Lyon, Chris Dickie, Paul Kendall. Assistents: Jeremy Wheatley, Mark Einstmann, Shaun de Feo, Volke Schneider. Masteritzat per Kevin Metcalfe.
- Veus addicionals («Get right with me»): Baxil Meade, Hildia Cambell, Smantha Smith.
- Gaita a «Judas»: Steafan Hannigan.
- Arranjaments de corda i direcció (a «One caress»): Wil Malone.
- Disseny de portada: Anton Corbijn i Area.
- Direcció artística i posada en escena: Anton Corbijn.

## Informació addicional
- Entre el final de «Get right with me» i el principi de «Rush» hi ha un nou interludi, anomenat «Interlude #4», que no apareix al llistat del disc.
- L'àlbum debutà al número 1 al Regne Unit i és, fins a la data, el seu disc més venut.
- La gira de promoció del disc («Devotional Tour») durà catorze mesos; tot i que fou un gran èxit d'assistència, aguditzà els enfrontaments entre els diferents membres del grup, que passaren per moments difícils; de fet, Andrew Fletcher no pogué participar en una part de la gira, a causa d'un col·lapse nerviós, i fou substituït per Daryl Bamonte.

## Posicions en llistes
| Llista (1993)    | Posició | Certificació |
| ---------------- | ------- | ------------ |
| Alemanya         | 1       | Or           |
| Austràlia        | 14      |              |
| França           | 1       | 2x Or        |
| Països Baixos    | 18      |              |
| UK Albums Chart  | 1       | Or           |
| US Billboard 200 | 1       | Platí        |